# Josef Paral
Josef Paral (Prága, 1893. szeptember 18. – ?, 20. század) Európa-bajnok bohémiai-csehszlovák jégkorongozó.
Az 1914-es jégkorong-Európa-bajnokságon aranyérmes lett a bohémiai csapatban. 2 mérkőzésen 1 gólt ütött. Csatár volt.
Klubcsapata a HC Slavia Praha volt.